# ساوث بوينت (تكساس)
ساوث بوينت (بالإنجليزية: South Point CDP, Texas)‏ هي منطقة سكنية تقع بولاية تكساس في الولايات المتحدة. تبلغ مساحتها 3.47 كم2، وترتفع عن سطح البحر 5 م، بلغ عدد سكانها 1,376 نسمة في عام 2010 حسب إحصاء مكتب تعداد الولايات المتحدة وتصل الكثافة السكانية فيها 396.5 نسمة لكل كيلومتر مربع (1,026.9/ميل2).

## التركيبة السكانية
حدّد مكتب تعداد الولايات المتحدة بيانات التركيبة السكانية لساوث بوينت في تعداد الولايات المتحدة. في ما يلي، التركيبة السكانية حسب تعدادي 2000 و2010.

### تعداد عام 2000
بلغ عدد سكان ساوث بوينت 1,118 نسمة بحسب تعداد عام 2000، وبلغ عدد الأسر 257 أسرة وعدد العائلات 242 عائلة مقيمة في المنطقة السكنية. في حين سجلت الكثافة السكانية 322.2 نسمة لكل كيلومتر مربع (834.5/ميل2). وبلغ عدد الوحدات السكنية 291 وحدة بمتوسط كثافة قدره 83.9 لكل كيلومتر مربع (217.3/ميل2).
وتوزع التركيب العرقي للمنطقة السكنية بنسبة 96.69% من البيض و0.09% من الأمريكيين الأفارقة و3.13% من الأعراق الأخرى و0.09% من عرقين مختلطين أو أكثر و99.28% من الهسبانيون أو اللاتينيون من أي عرق.
بلغ عدد الأسر 257 أسرة كانت نسبة 68.5% منها لديها أطفال تحت سن الثامنة عشر تعيش معهم، وبلغت نسبة الأزواج القاطنين مع بعضهم البعض 77% من أصل المجموع الكلي للأسر، ونسبة 12.5% من الأسر كان لديها معيلات من الإناث دون وجود شريك،  بينما كانت نسبة 4.7% من الأسر لديها معيلون من الذكور دون وجود شريكة وكانت نسبة 5.8% من غير العائلات. تألفت نسبة 4.7% من أصل جميع الأسر من عدة أفراد يعيشون في نفس المنزل ونسبة 0.4% كانت تتألف من شخص يعيش بمفرده يبلغ من العمر 65 عاماً أو أكثر. وبلغ متوسط حجم الأسرة المعيشية 4.35، أما متوسط حجم العائلات فبلغ 4.50.
بلغ العمر الوسطي للسكان 24.4 عاماً. وكانت نسبة 38.6% من القاطنين تحت سن الثامنة عشر، وكانت نسبة 12.3% بين الثامنة عشر والرابعة والعشرين عاماً، ونسبة 28.1% كانت واقعةً في الفئة العمرية ما بين الخامسة والعشرين والرابعة والأربعين عاماً، ونسبة 16.6% كانت ما بين الخامسة والأربعين والرابعة والستين، ونسبة 4.4% كانت ضمن فئة الخامسة والستين عاماً فما فوق. يوجد لكل 100 أنثى 96.5 ذكر، ويوجد لكل 100 أنثى في الثامنة عشر من عمرها فما فوق 93.2 ذكر.
بلغ متوسط دخل الأسرة في المنطقة السكنية 21,688 دولارًا، أما متوسط دخل العائلة فبلغ 22,438 دولارًا. وكان متوسط دخل الذكور 20,000 دولارًا مقابل 11,375 دولارًا للإناث. وسجل دخل الفرد الخاص بالمنطقة السكنية 5,989 دولارًا. وكانت نسبة 35.5% من العائلات ونسبة 40.2% من السكان تحت خط الفقر، وكان من هؤلاء نسبة 51.6% تحت سن الثامنة عشر ونسبة 35.7% في الخامسة والستين من العمر وما فوق.

### تعداد عام 2010
بلغ عدد سكان ساوث بوينت 1,376 نسمة بحسب تعداد عام 2010، وبلغ عدد الأسر 327 أسرة وعدد العائلات 296 عائلة مقيمة في المنطقة السكنية. في حين سجلت الكثافة السكانية 396.5 نسمة لكل كيلومتر مربع (1,026.9/ميل2). وبلغ عدد الوحدات السكنية 348 وحدة بمتوسط كثافة قدره 100.3 لكل كيلومتر مربع (259.8/ميل2).
وتوزع التركيب العرقي للمنطقة السكنية بنسبة 90.12% من البيض و0.51% من الأمريكيين الأفارقة و0.73% من الأمريكيين الأصليين و0.07% من الأمريكيين ذوي الأصول الآسيوية و7.27% من الأعراق الأخرى و1.31% من عرقين مختلطين أو أكثر و97.46% من الهسبانيون أو اللاتينيون من أي عرق.
بلغ عدد الأسر 327 أسرة كانت نسبة 63.9% منها لديها أطفال تحت سن الثامنة عشر تعيش معهم، وبلغت نسبة الأزواج القاطنين مع بعضهم البعض 64.5% من أصل المجموع الكلي للأسر، ونسبة 19.3% من الأسر كان لديها معيلات من الإناث دون وجود شريك،  بينما كانت نسبة 6.7% من الأسر لديها معيلون من الذكور دون وجود شريكة وكانت نسبة 9.5% من غير العائلات. تألفت نسبة 8.3% من أصل جميع الأسر من عدة أفراد يعيشون في نفس المنزل ونسبة 4.9% كانت تتألف من شخص يعيش بمفرده يبلغ من العمر 65 عاماً أو أكثر. وبلغ متوسط حجم الأسرة المعيشية 4.21، أما متوسط حجم العائلات فبلغ 4.49.
بلغ العمر الوسطي للسكان 27.0 عاماً. وكانت نسبة 37.4% من القاطنين تحت سن الثامنة عشر، وكانت نسبة 10.9% بين الثامنة عشر والرابعة والعشرين عاماً، ونسبة 23.5% كانت واقعةً في الفئة العمرية ما بين الخامسة والعشرين والرابعة والأربعين عاماً، ونسبة 20.4% كانت ما بين الخامسة والأربعين والرابعة والستين، ونسبة 7.7% كانت ضمن فئة الخامسة والستين عاماً فما فوق. وتوزع التركيب الجنسي للسكان بنسبة 47.7% ذكور و52.3% إناث.